# Holografisch geheugen
Holografisch geheugen is een vorm van optische opslagtechnologie die een hoge dichtheid garandeert voor de opslag van informatie in kristallen of fotopolymeren. Omdat het een optische opslagmethode is, is de limiet van de opslagdichtheid gegeven door de golflengte van de laser. In tegenstelling tot de klassieke optische media (cd, dvd) worden de data niet opgeslagen als putjes in het opslagmedium, maar als hologrammen die meer data bevatten, en de volledige diepte van het opslagmedium gebruiken.

## Data opnemen

Hologram opslaan

Het hologram wordt gevormd door het opsplitsen van een enkele laser in 2 stralen: een referentiestraal en een signaal-straal. Beiden volgen een aparte weg naar het opslagmedium. Het hologram wordt gevormd wanneer deze 2 stralen samen komen in het opslagmedium, omdat er een interferentiepatroon gevormd wordt. De eigenlijke data worden in het hologram gebracht met behulp van een spatial light modulator (SLM). De spatial light modulator werkt als een soort lcd-scherm dat pagina's binaire data als een dambord-patroon van lichte en donkere pixels weergeeft. De hoeveelheid data in het hologram wordt bepaald door het aantal pixels van de SLM.
Door de hoek of de golflengte te veranderen waarmee de referentie-straal naar het opslagmedium geschenen wordt, kunnen meerdere hologrammen op dezelfde plaats opgeslagen worden.

## Data uitlezen

Hologram uitlezen

Bij het uitlezen is er maar 1 laser nodig. Deze moet exact dezelfde eigenschappen hebben en wordt op exact dezelfde manier op het opslagmedium geschenen. Hierdoor wordt de straal gebogen in het opslagmedium, en zal alle eigenschappen van de oorspronkelijke signaal-straal bezitten, en dus ook de gehele data-pagina in dambord patroon. Om de eigenlijke data op te vangen wordt deze laatste straal geprojecteerd op een detector (vergelijkbaar met een CCD-sensor) die het dambord patroon kan uitlezen. Het grote voordeel van deze holografische opslag is dat de data-pagina's parallel uitgelezen worden, wat een zeer hoge snelheid garandeert. Het grootste nadeel dan weer is dat de hoek waarmee de reconstructie-straal op het medium geschenen wordt exact gelijk moet zijn als die van de oorspronkelijke referentie-straal; zelfs een nanometer ernaast maakt de uitgelezen data onbruikbaar.

## 2 kleurenopslag

Opstelling voor 2-kleurenopslag

Het grote nadeel aan "gewone" holografische opslag is dat het vluchtig is; bij het uitlezen wordt de signaal-straal opnieuw gegenereerd door afbuiging van de referentiestraal, waardoor het hologram verdwijnt. 2 kleuren-holografische opslag heeft dit probleem niet.
Voor holografische opslag in 2 kleuren dient voor de referentie en de signaal-straal een vaste golflengte gekozen te worden. Er is ook een gate-straal nodig, waarvan de golflengte korter moet zijn dan die van de 2 eerdere stralen. De gating-straal is nodig om het opslagmedium gevoelig te maken voor en tijdens het opnameproces, zodat het effectieve hologram, gevormd door signaal –en referentie-straal opgenomen kan worden door het opslagmedium. Het uitlezen gebeurt ook hier weer door het medium te beschijnen met de referentie-straal, maar de golflengte hiervan is te groot om het hologram van het medium te wissen, waardoor het niet vluchtig is.